# Hajdúszoboszló
Hajdúszoboszló (németül: Sobols, szlovákul: Sebeslav, románul: Soboslău, régen: Szoboszló) Debrecentől 22 km-re fekvő alföldi város, Hajdú-Bihar vármegye Hajdúszoboszlói járásának központja, Magyarország egyik legnépszerűbb vidéki üdülőhelye, ahol Európa legnagyobb fürdőkomplexuma található. A megyeszékhely Debrecen és Hajdúböszörmény után a megye harmadik legnépesebb települése. Elismertségét elsősorban gyógyvizének és gyógyfürdőjének köszönheti. Hajdúszoboszló Magyarország egyik minősített gyógyhelye, ahol 1925-ben termálvizet találtak, és azt a gyógyhatásoknak köszönhetően nem sokkal később gyógyvízzé minősítettek. Az üdülőhely a kereskedelmi szálláshelyeken eltöltött vendégéjszakák tekintetében Magyarország harmadik legnépszerűbb települése Budapest és Hévíz után. A 2012-es adatok szerint Magyarország 53. legnépesebb települése. Bel- és külterületei együttesen 238,7 km2, amivel az ország tizenhetedik legnagyobb területű települése.

## Fekvése, földrajza
Az Alföld keleti-északkeleti részén terül el, a Tiszántúlon, a Hajdúságban. A várostól mintegy 2 kilométerre nyugati irányban folyik a Keleti-főcsatorna. A Kösely (egyes változatokban: Kösély, Kösi) nevű patak átszeli a települést, a Csónakázó-tó vize is belefolyik.
A szomszédos települések: észak felől Nagyhegyes, északkelet felől Ebes, kelet felől Mikepércs és Sáránd, délkelet felől Hajdúszovát, délnyugat felől Kaba, nyugat felől pedig Nádudvar.

### Megközelítése
Legfontosabb közúti megközelítési útvonala a 4-es főút: ez régebben a központján is keresztülhaladt, ma már délkelet felől elkerüli a belterületét, de így is ezen érhető el a legegyszerűbben a megyeszékhely, Debrecen és a főút mellett fekvő más települések felől is. Balmazújvárossal a 3321-es, Nádudvarral a 3406-os, Hajdúszováttal pedig a 4804-es út köti össze. Érinti a 3319-es is, mely Hajdúböszörménytől húzódik idáig, de mivel nagy része földút, több más szakasza pedig keskeny, rossz állapotú kövesút, ezért a két város összekötésében nincs érdemi szerepe. Keleti határszélét érinti még a 4805-ös út és az M35-ös autópálya is.
A hazai vasútvonalak közül a várost a Budapest–Záhony-vasútvonal érinti, amelynek egy megállási pontja van itt. Hajdúszoboszló vasútállomás a belterület délkeleti részén helyezkedik el, közúti elérését a 4804-es útból kiágazó 48 302-es számú mellékút biztosítja.

### Városrészek
A Bánomkert az 1940-es években lett az üdülők és a szállodák helye. 1941 óta építenek szállókat, apartmanokat és magánlakásokat is. A városrész szerves része a Mátyás király-sétány, melyen árusok és hatalmas szállodák működnek.
A Bánomkert közvetlen közelében található a Gyógyfürdő ahol 1925-ben találtak termálvizet. Ez lendítette fel a terület benépesítését és a turizmust.
A Csepűskert a temető alatt elhelyezkedő terület, amelyet a Nádudvari út és az Ady Endre út zár közre. Itt nagy kertes házakat találunk, valamint rengeteg kertet gyümölcsösfákkal, zöldségekkel és állatokkal. Az Ady Endre út mentén, a városon kívül is kisebb utcák találhatóak.
A Csatornakert a vasútállomástól délre fekvő dűlők összessége. Nevét valószínűsíthetőleg a város csatornájának itteni részéről és a halastavakról kaphatta. A dűlők mentén családi házak találhatóak, azonban a körülmények megkérdőjelezhetőek, ugyanis sem műút, sem közvilágítás nincsen a területen.
A kerteken kívül telepeket is találunk a városban, melyeket a 21. század hozott magával.
A Hétvezér-telep a vasútállomás közelében található utcák összessége. Régebben Űrhajós-telepnek nevezték, az itt található világűrről és Gagarinról elnevezett utcái miatt.
Hasonló tömörülés még a Virág- és a Zene-telep: a Virág-telep virágneveket képviseltető utcákból áll, a Zene-telep pedig magyar zeneszerzők neveit tünteti fel.
A Bérházkör Hajdúszoboszlón rengeteg embernek ad otthont. Két részre osztható, a Belső- és Külső-Bérházkörre. Ennek oka az, hogy a Külső-Bérházkör házai egy "falat" formálnak a Belső-Bérházkör előtt.

## Története

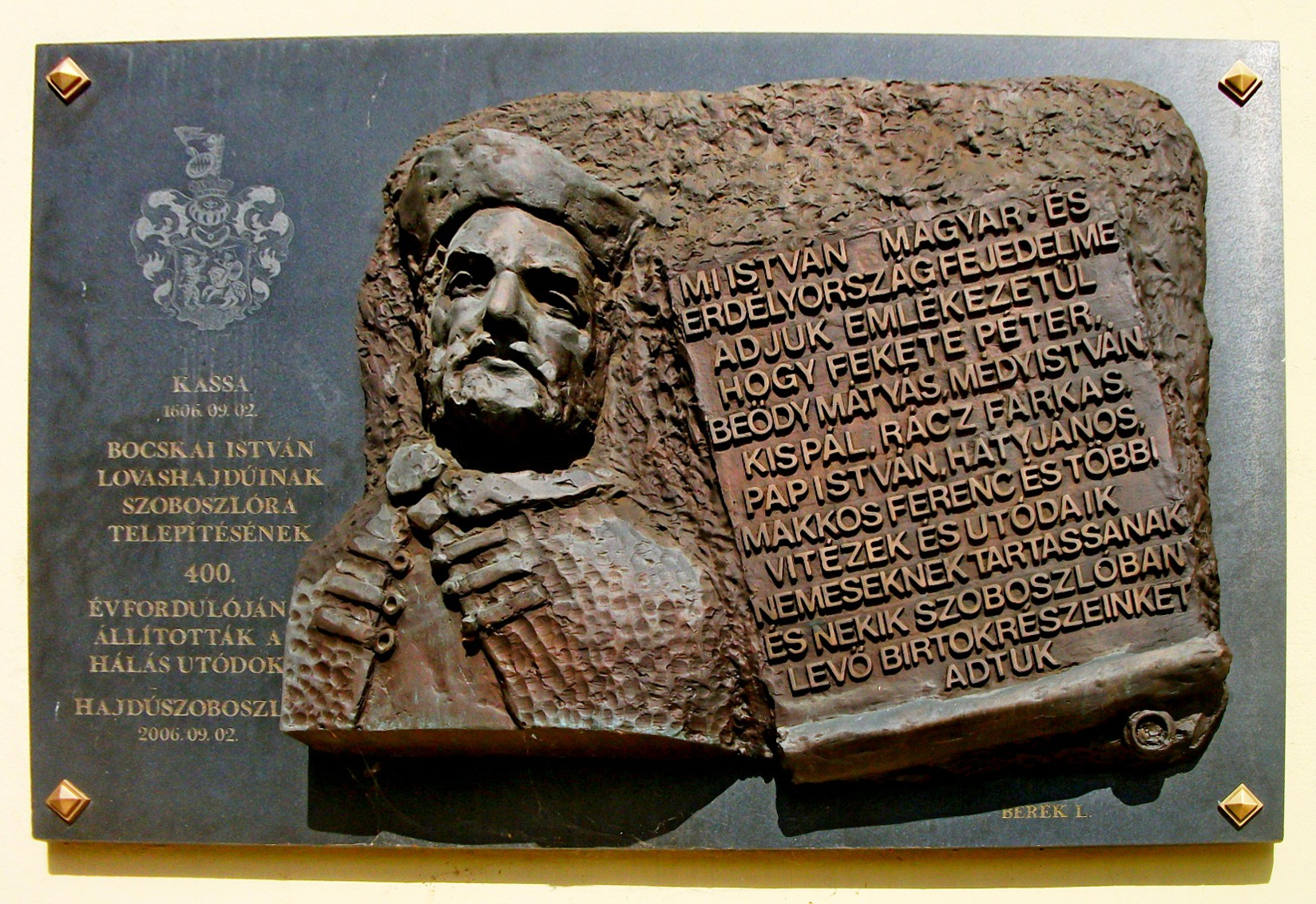
Bocskai István-dombormű

Szoboszló első írásos említését először 1075-ben találjuk I. Géza adománylevelében, amelyben az újonnan alapítandó garamszentbenedeki apátságnak adományozta Szoboszlóvásár királyi vámjának felét.
Bocskai István hajdúkkal telepítette be 1606-ban, innen kapta az eredetileg szláv eredetű településnév a „hajdú” előtagot (bár ez az elnevezés csak a 19. században terjedt el).
A budai török pasa 1660-as hadjárata, a Szejdi-dúlás szinte teljesen elpusztította a települést.
A település és környékének közbiztonsága a 19. század közepén gyenge lábakon állt. A betyárvilág felszámolásával összefüggésben a Vasárnapi Ujság 1868-ban (26. számban) azt írta, „Szoboszló nem jó hely a gazembereknek” Miért? Mert a hajdúk és leszármazottaik életét és vagyonát 50-60 „perzekutor” és öt-hat csendbiztos szeme őrzi.
Fényes Elek szerint 1851-ben: „Szoboszló, hajduváros, a Hajdu kerületben, Debreczenhez nyugotra 3 órányira; a pest-szolnoki országutban; 12,219 ref., 137 r., 150 g. kath., 8 evang., 65 zsidó lak. Van ref. és r. kath. anyatemploma, postahivatala, gazdag fekete róna határa, szőlőskertje. Határához több puszták tartoznak, mint p. o. Kis-Szoboszló, Angyalháza, Köteles.”
A város élete 1925. október 26-án változott meg, amikor is egy kutatófúrás során kőolaj vagy földgáz helyett csupán termálvíz tört fel 1091 méter mélységből. A környékbeliek rendszeresen zarándokoltak a forráshoz, melynek záptojásszagú (kénes és jódos) vize nemcsak melegítésre volt alkalmas (73 °C), hanem mindenféle ízületi bántalmakban szenvedő, derékfájós embereknek is csodás megkönnyebbülést hozott.
A gyógyvíz, a kialakuló gyógyfürdő és strand, és a fürdőturizmus teljesen átalakította a települést, amely gyors fejlődésnek indult.
A második világháborúban 1944. október 9-én került szovjet kézre.
Himnuszának szövegét Bencze Attila írta, amit mesterséges intelligenciával zenésített meg. 

## Közélete

### Polgármesterei
| Időszak   | Név               | Jelölő szervezet(ek)                                                |
| --------- | ----------------- | ------------------------------------------------------------------- |
| 1990–1994 | Kígyós József     | FKgP                                                                |
| 1994–1998 | Dr. Sóvágó László | Választási Szövetség Hajdúszoboszló                                 |
| 1998–2002 | Dr. Sóvágó László | Fidesz–FKgP–MDF-Hsz. Gazdakör                                       |
| 2002–2006 | Dr. Sóvágó László | Fidesz–MDF-Gazdakör                                                 |
| 2006–2010 | Dr. Sóvágó László | Összefogás Hajdúszoboszlóért és a Jövőért Egyesület-MDF             |
| 2010–2014 | Dr. Sóvágó László | Összefogás Hajdúszoboszlóért és a Jövőért Egyesület                 |
| 2014–2019 | Dr. Sóvágó László | Összefogás Hajdúszoboszlóért és a Jövőért Egyesület                 |
| 2019–2024 | Czeglédi Gyula    | független                                                           |
| 2024–     | Czeglédi Gyula    | Fidesz-KDNP-Hajdúszoboszlói Gazdakör-MI Hajdúszoboszlóért Egyesület |

### A 2024-es önkormányzati választás eredménye
- A polgármester-választás eredménye[16]

| Jelölt neve         | Jelölő szervezet(ek) | Jelölő szervezet(ek)                                                      | Szavazatok száma | Szavazatok aránya |
| ------------------- | -------------------- | ------------------------------------------------------------------------- | ---------------- | ----------------- |
| Czeglédi Gyula      |                      | Fidesz – KDNP – Hajdúszoboszlói Gazdakör – MI Hajdúszoboszlóért Egyesület | 4884             | 48,22%            |
| Dr. Kerekes László  |                      | Momentum                                                                  | 4521             | 44,63%            |
| Kecskés István Béla |                      | Mi Hazánk                                                                 | 724              | 7,15%             |
| Összesen            |                      |                                                                           | 10 129           | 100%              |

- A képviselőtestület-választás eredménye[17]

| Párt | Párt                                                                      | Mandátumok | Képviselő-testület | Képviselő-testület | Képviselő-testület | Képviselő-testület | Képviselő-testület | Képviselő-testület | Képviselő-testület | Képviselő-testület | Képviselő-testület |
| ---- | ------------------------------------------------------------------------- | ---------- | ------------------ | ------------------ | ------------------ | ------------------ | ------------------ | ------------------ | ------------------ | ------------------ | ------------------ |
|      | Fidesz – KDNP – Hajdúszoboszlói Gazdakör – MI Hajdúszoboszlóért Egyesület | 8          |                    |                    |                    |                    |                    |                    |                    |                    |                    |
|      | Momentum                                                                  | 1          |                    |                    |                    |                    |                    |                    |                    |                    |                    |
|      | Mi Hazánk                                                                 | 1          |                    |                    |                    |                    |                    |                    |                    |                    |                    |
|      | Hajrá Hajdúszoboszló Egyesület                                            | 1          |                    |                    |                    |                    |                    |                    |                    |                    |                    |
|      | Független                                                                 | 1          |                    |                    |                    |                    |                    |                    |                    |                    |                    |

## Népessége

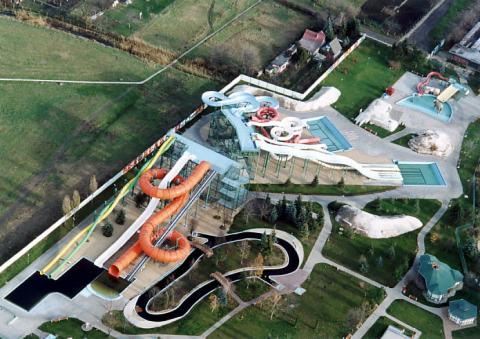

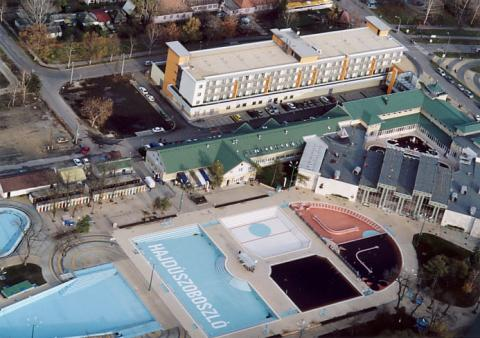

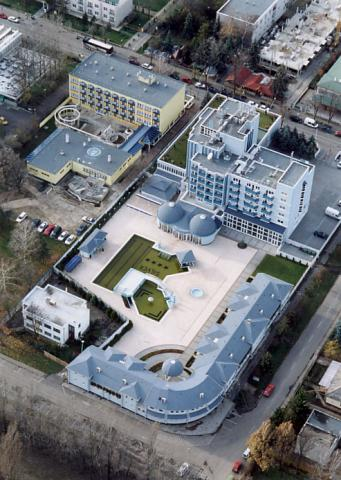

Legfrissebb népesség a KSH 2012. évi adatai szerint.
| év   | lakosság (fő) |
| ---- | ------------- |
| 1851 | 12 579        |
| 1870 | 12 269        |
| 1890 | 14 858        |
| 1900 | 15 451        |
| 1910 | 16 093        |
| 1920 | 15 722        |
| 1930 | 14 982        |
| 1949 | 16 541        |
| 1970 | 20 003        |
| 1990 | 22 891        |
| 2001 | 22 065        |
| 2009 | 21 295        |
| 2011 | 21 282        |
| 2012 | 21 309        |
| 2013 | 21 183        |
| 2014 | 21 102        |
| 2018 | 20 998        |

### Népcsoportok
2001-ben a város lakosságának 99%-a magyar, 1%-a egyéb (főleg német) nemzetiségűnek vallotta magát.
A 2011-es népszámlálás során a lakosok 83,7%-a magyarnak, 0,4% cigánynak, 0,9% németnek, 0,3% románnak mondta magát (16,1% nem nyilatkozott; a kettős identitások miatt a végösszeg nagyobb lehet 100%-nál). A vallási megoszlás a következő volt: római katolikus 6,9%, református 28,3%, görögkatolikus 1,3%, felekezeten kívüli 35% (27,3% nem válaszolt).
2022-ben a lakosság 89,5%-a vallotta magát magyarnak, 0,7% németnek, 0,4% cigánynak, 0,3% románnak, 0,3% ukránnak, 0,1-0,1% bolgárnak, ruszinnak és lengyelnek, 2,7% egyéb, nem hazai nemzetiségűnek (10,3% nem nyilatkozott; a kettős identitások miatt a végösszeg nagyobb lehet 100%-nál). Vallásuk szerint 22,5% volt református, 5% római katolikus, 2,2% görög katolikus, 0,9% egyéb keresztény, 0,3% egyéb katolikus, 0,2% evangélikus, 0,1% ortodox, 30,5% felekezeten kívüli (38,1% nem válaszolt).

## Közlekedés
Hajdúszoboszlón három vonalon közlekedik helyijárati autóbusz. Hajdúszoboszló vasútállomás a 100-as számú Budapest–Záhony-vasútvonalon érhető el. A város közúton a magyar főváros irányából a 4-es főúton, illetve az M3-as és M35-ös autópályán Debrecen felé, majd letérve a 4-es főútra, is elérhető. A 4-es főút Hajdúszoboszlót elkerülő szakaszát 2003-ban adták át.

## Turizmus
Hajdúszoboszló Magyarország egyik legnépszerűbb egészségturisztikai központja. Elismertségét elsősorban gyógyvizének és gyógyfürdőjének köszönheti, mely több mint kilenc évtizedes múltra tekint vissza. Hajdúszoboszló fő turisztikai attrakciója Európa legnagyobb fürdőkomplexuma, amely a folyamatos fejlesztések eredményeként modern gyógyászati, wellness és szórakoztató szolgáltatásokat biztosít, a város szálláshelyinek kínálatával kiegészülve az ide látogató vendégeknek. A hivatalosan minősített kiemelt magyar gyógyhely közismert adottságai mellett a vendégek számára a teljes kikapcsolódás lehetőségét a nyári fesztiválok, a gasztronómia helyi remekei, a barátságos kisvárosi hangulat, az alföldi puszta és Debrecen közelsége, valamint a környék számos egyéb természeti és épített öröksége adja együttesen. Kereskedelmi szálláshelyeken eltöltött vendégéjszakák tekintetében Hajdúszoboszló 1 millió 327 ezer vendégéjszakával (2018) Magyarország harmadik legnépszerűbb települése Budapest és Hévíz után; legnagyobb küldőpiacai Lengyelország (208 ezer vendégéj), Románia (106 ezer vendégéj) és Szlovákia (67 ezer).

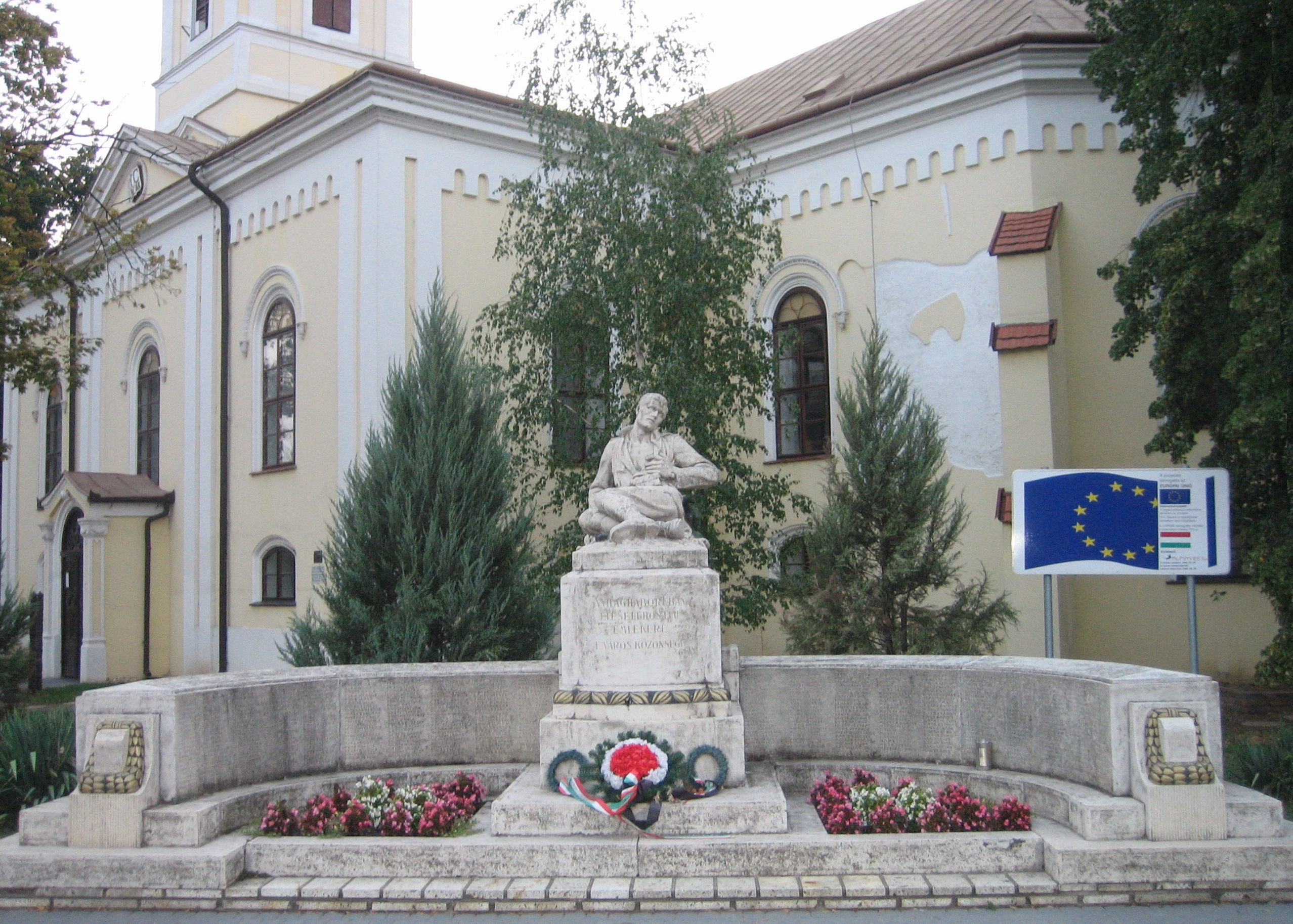
A I. világháborús magyar hősök emlékműve

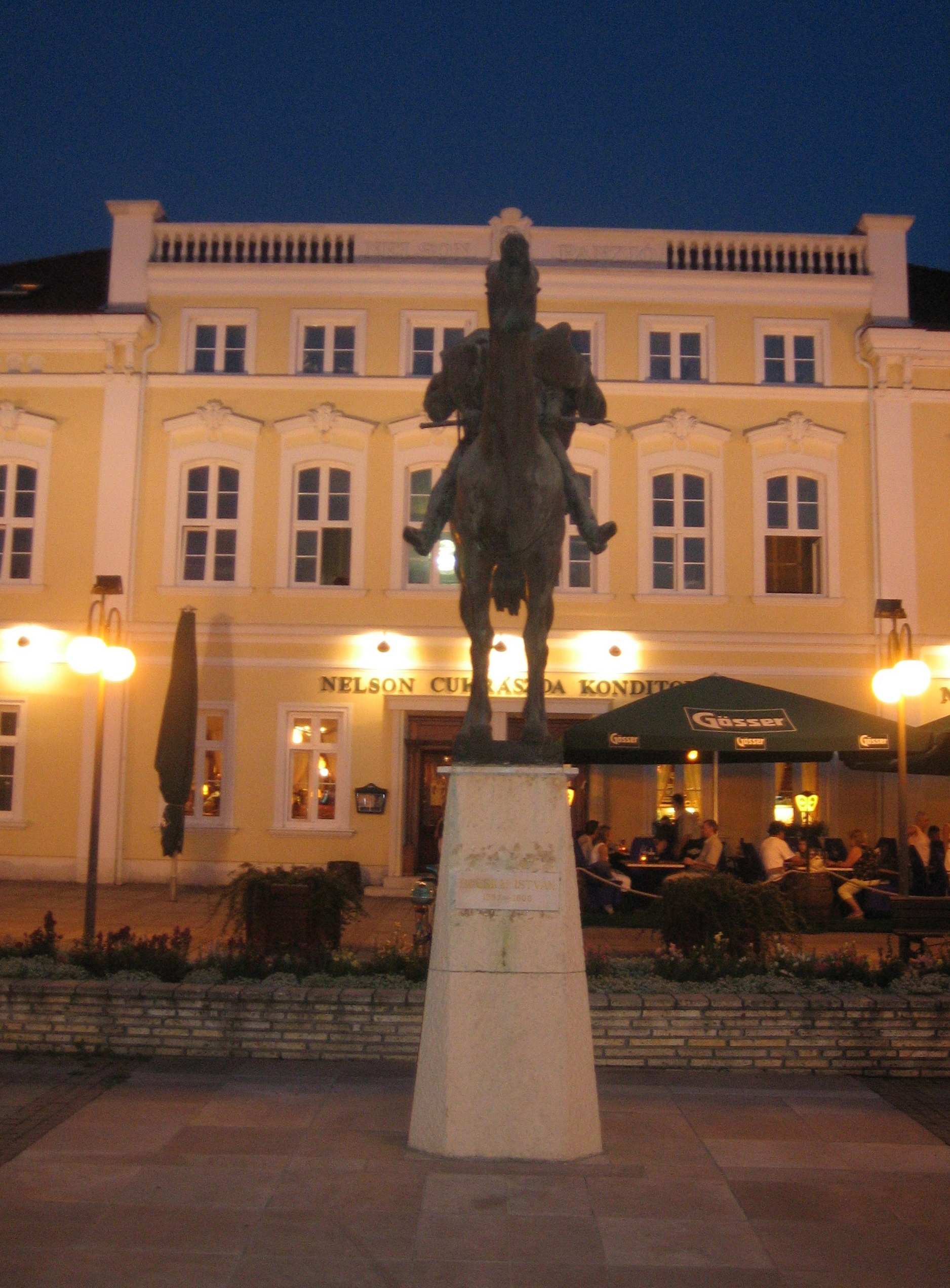
A Bocskai István-szobor

### Fürdőkomplexum és környezete
A Gyógyfürdő főbejáratával szemben található Szent István Parkban található Pávai-Vajna Ferenc, a gyógy- és termálvíz megtalálójának szobra. A parkban található szökőkút mellett található a Harangház, Hajdúszoboszló legfiatalabb építészeti alkotása, mely a városnak adományozott Oborzil-harang hagyaték elhelyezésére és bemutatására szolgáló épület. A kör alaprajzú nyitott építménynek, megőrző és bemutató szerepe van, amelyben a Hajdúszoboszló részére hagyatékozott 50 darab alumínium harang került elhelyezésre. Az épület megtervezésekor Rácz Zoltán építőművész több jelképrendszert alkalmazott, hiszen a Harangház négy darab pillére a négy évszak, a négy éjtáj és a harangrendszer kezdőpontjait is jelöli. A Harangházat három, fából készült jelfa veszi körbe, melyek a Turulo, Csodaszarvas és Lélekmadár neveket viselik.
A Hajdúszoboszlói Hungarospa Európa legnagyobb fürdőkomplexuma, amelynek egységei a szabadtéri Strand, az Aquapark, az Aqua-Palace fedett élményfürdő, Prémium Zóna és a fedett Árpád Uszoda. A Gyógyfürdő egész évben reggel 7 órától 19 óráig tart nyitva. A fürdőcsarnok 3 gyógyvizes medencéje mellett 4 nyitott látványmedence is a vendégek rendelkezésére áll. A strand 30 hektáros parkjában 13 medence található, melyek közül minden korosztály kedvére választhat.A fiatalabbak között a legnépszerűbb a hullámmedence, ahol óránként mesterséges hullámverés várja a fürdőzőket, és a mediterrán tengerpart, mely a strand legnagyobb szenzációja, ahol a mediterrán hangulatot a fövenyes part, kalózhajó, világítótorony, pálmafasor és az időszakonként hullámzó víz teremti meg. A csónakázótó is a strand területén található, ahol vízibiciklizni és csónakázni lehet. A strand területén belül található az Aquapark, ahova strand-Aquapark komplex jeggyel, vagy a strandbelépő megváltását követően Aquapark belépővel lehet belépni. A csúszdaparkban 15 féle óriás csúszda közül választhatnak a lesiklás szerelmesei. A kulináris élvezetekről számos csárda, gyorsétterem, fagyizó és egyéb vendéglátó egység gondoskodik a strandon. A három szintes Aqua-Palace fedett élményfürdő egész évben várja a családokat exkluzív élménymedencéivel. A gyerekvilágban a kicsik egész napos szórakozásáról bébi és családi medencék, foglalkoztató terem, játszóház gondoskodik. A vízipalota wellness és fitness szolgáltatások széles palettáját nyújtja.

### Belváros
A belváros a fürdőnegyedtől nem messze található. A sétálóutca mellett vendéglők, boltok találhatók.
A belváros kimagasló épülete a Kálvin téri református templom, amely a 15. században épült eredetileg gótikus stílusban, de 1711–1717 között történt felújításkor a barokk stílust használták fel. A templombelső egésze klasszicista ihletettségű, legszebb berendezési tárgya a szószék mögötti Mózes-szék, 1816-os évszámmal, valamint tojásdad alakú csillag- és virágdíszes motívummal. A templom előtt áll az első világháborúban elesett magyar hősök emlékműve.
Az úttest másik oldalán a római katolikus felekezet temploma áll, amelyet Szent László tiszteletére emeltek. A barokk stílusú templom belső freskóit, mely Magyarországi Szent Erzsébet cselekedeteit mutatja be, az 1930-as években Takács István festette. Az épület előtt feszület áll.
A belváros egyik legrégibb vendéglőjének az épülete előtti téren Marton László alkotása, a Bocskai Istvánt ábrázoló lovas szobor áll.
A Fazekas-ház a református templom mellett lévő erődfaltól mintegy 500 méterre északra, a Közgazdasági Szakközépiskolával szemben, az egykori falunak hatalmas mészkőtömbökből épült templomának helyén található nádfedeles emlékháza. Itt található a település egyetlen folyamatosan újuló, ám mégis évszázadokat átölelő, élő népművészeti kiállítását magába foglaló emlékháza.
A Bocskai Múzeum a róla elnevezett utcában található. A múzeum udvarán, a 100 négyzetméteres fedett színben a környéken egyedülálló látványosságnak számít a mezőgazdaság-történeti kiállítás, amely a 19–20. század fordulójának technikai eszközeit vonultatja fel. Az udvar másik különlegessége az Oborzil Edit-Jeney Tibor művészházaspár által különleges technológiával, alumíniumból készített harangok együttese. A Múzeumi Galéria a múzeum részegysége. Itt Cseh Gusztáv és Szombati László művészi örökségét mutatják be.

## Kultúra
- Kovács Máté Városi Művelődési Központ és Könyvtár (KMVMKK)
- Bocskai Rendezvényközpont
- Szabadtéri színpad
- Polikróm folyóirat
- Hajdúszoboszlói Városi TV

| csatorna | frekvencia |
| -------- | ---------- |
| S6       | 140,25 MHz |

– sugárzott adás: DVB-T földfelszíni digitális
| csatorna | frekvencia | polaritás        | hálózat               | teljesítmény | adótorony helye                |
| -------- | ---------- | ---------------- | --------------------- | ------------ | ------------------------------ |
| E58      | 770 MHz    | H (horizontális) | MFN (többfrekvenciás) |              | Toronyház, Szilfákalja utca 2. |

Rock Cafe Hajdúszoboszló

## Sportélete
- Aero Club Hajdúszoboszló Sportegyesület
- Amatőr Női Kézilabda Sportegyesület Hajdúszoboszló
- Gázláng Súlyemelő Egyesület
- Hajdúszoboszlói SE – labdarúgó sportegyesület
- Hajdúszoboszló Herkules Sportegyesület – erősember sportegyesület
- Hajdúszoboszlói Asztalitenisz Klub
- Hajdúszoboszlói Árpád Sport Egyesület – úszó sportegyesület
- Hajdúszoboszlói Birkózó és Erőemelő Sportegyesület – birkózó sportegyesület
- Hajdúszoboszlói Kárászos Tavi Sporthorgász Egyesület
- Hajdúszoboszlói Tollaslabda Sportegyesület
- Hajdúszoboszlói Porszem Lovas Egyesület
- Hajdúszoboszlói Sakk Sportegyesület – sakk sportegyesület
- HSE sakk szakosztálya
- Hajdúszoboszló Kézilabda Sportjáért Közhasznú Egyesület (HKSKE)- (kézilabda -férfi NBII., Ifi NBII., fiú gyermek, lány gyermek) sportegyesület Weblap Archiválva 2014. december 20-i dátummal a Wayback Machine-ben
- Hajdúszoboszló Rhinos – amerikai futball sportegyesület
- Hajsza Sportegyesület – szabadidő sportegyesület
- Kyokushin Karate Klub
- Papp László Ökölvívó Akadémia – ökölvívó sportegyesület
- Shotokan Karate Egyesület Hajdúszoboszló
- Wing Tsun Kung Fu Klub – kungfu sportegyesület
- Ten-Shin Karate Sportegyesület – karate sportegyesület
- Mazsi Sport – Hungarospa Sportcentrum
- Hajdúszoboszlói csikósok

## Hajdúszoboszló híres szülöttei

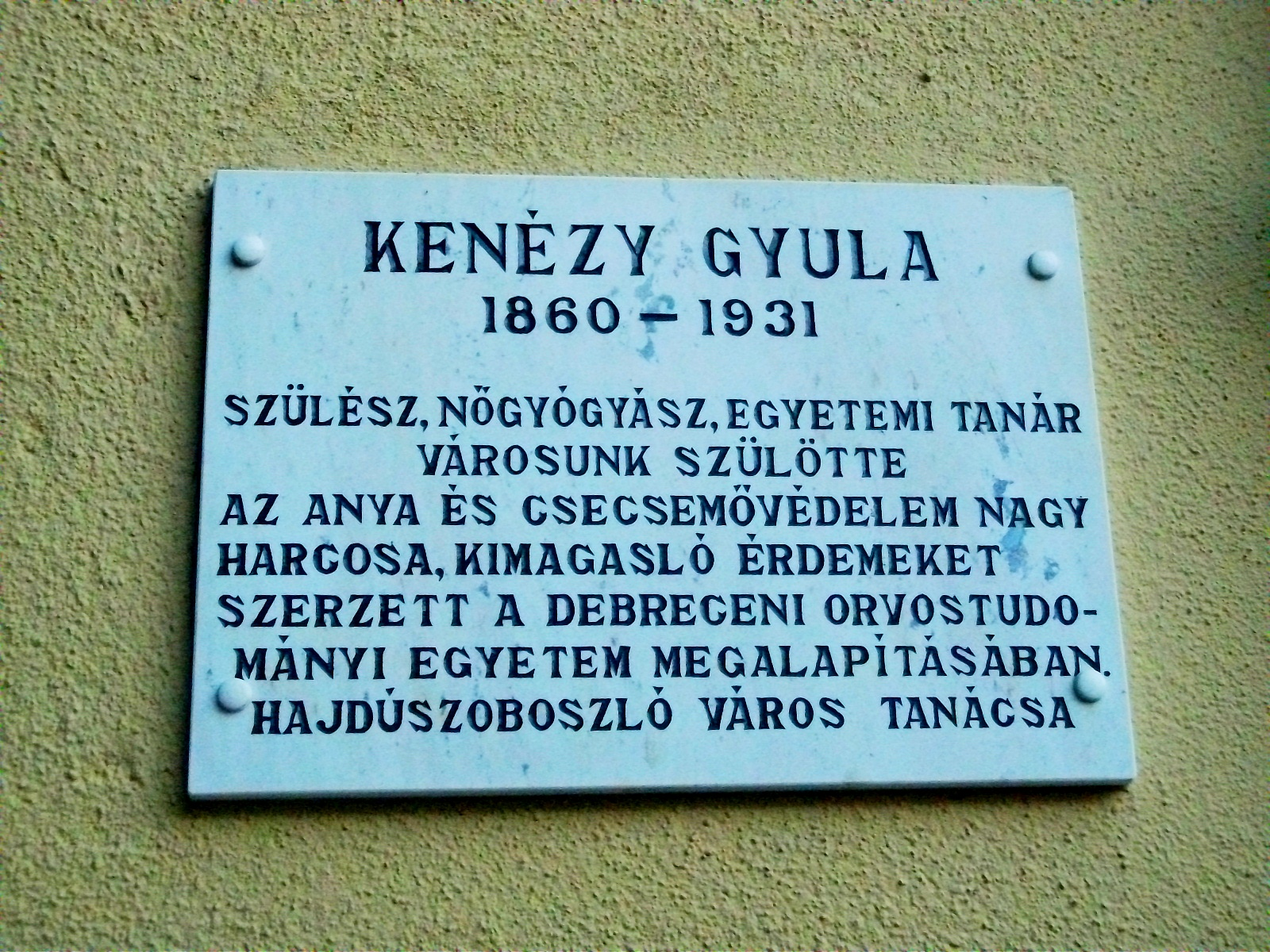
Kenézy Gyula emléktáblája Hajdúszoboszlón

- Sterbinszky Amália (1950. szeptember 29.) kézilabdázó. A 20. század egyik legjobb magyar kézilabdázónője)
- Csokonai Vitéz Gizella (1894. július 29. – 1965. április 5.) költő, könyvtáros
- Fehér Gábor (1893. április 27. – 1944. december 1.) író, költő, kritikus, tanár
- Gönczy Pál (1817. december 26. – 1892. január 10.), magyar pedagógus, az MTA tagja
- Hőgyes Endre (1847. november 30. – 1906. szeptember 9.)
- Hőgyes Ferenc (1860. március 2. – 1923. február 6.), orvos
- Hüse Károly (1940. február 5. – 1978. május 28.), ejtőernyős
- Kecskeméthi Balázs hajdúhadnagy (1625/1630. – 1660.)
- Kenézy Gyula (1860. január 4. – 1931. november 26.), orvosprofesszor, szülész
- Kovács Máté (1906. november 11. – 1972. augusztus 29.), könyvtáros, művelődéspolitikus
- Miskolczi László (1923. október 16. – 1988. július 7.) festő
- Oborzil Edit (1921. augusztus 8. – 1996. február 19.)
- Borbély Jolán (1928. május 21. – 2018. március 21.), etnográfus, pedagógus

## Testvérvárosok

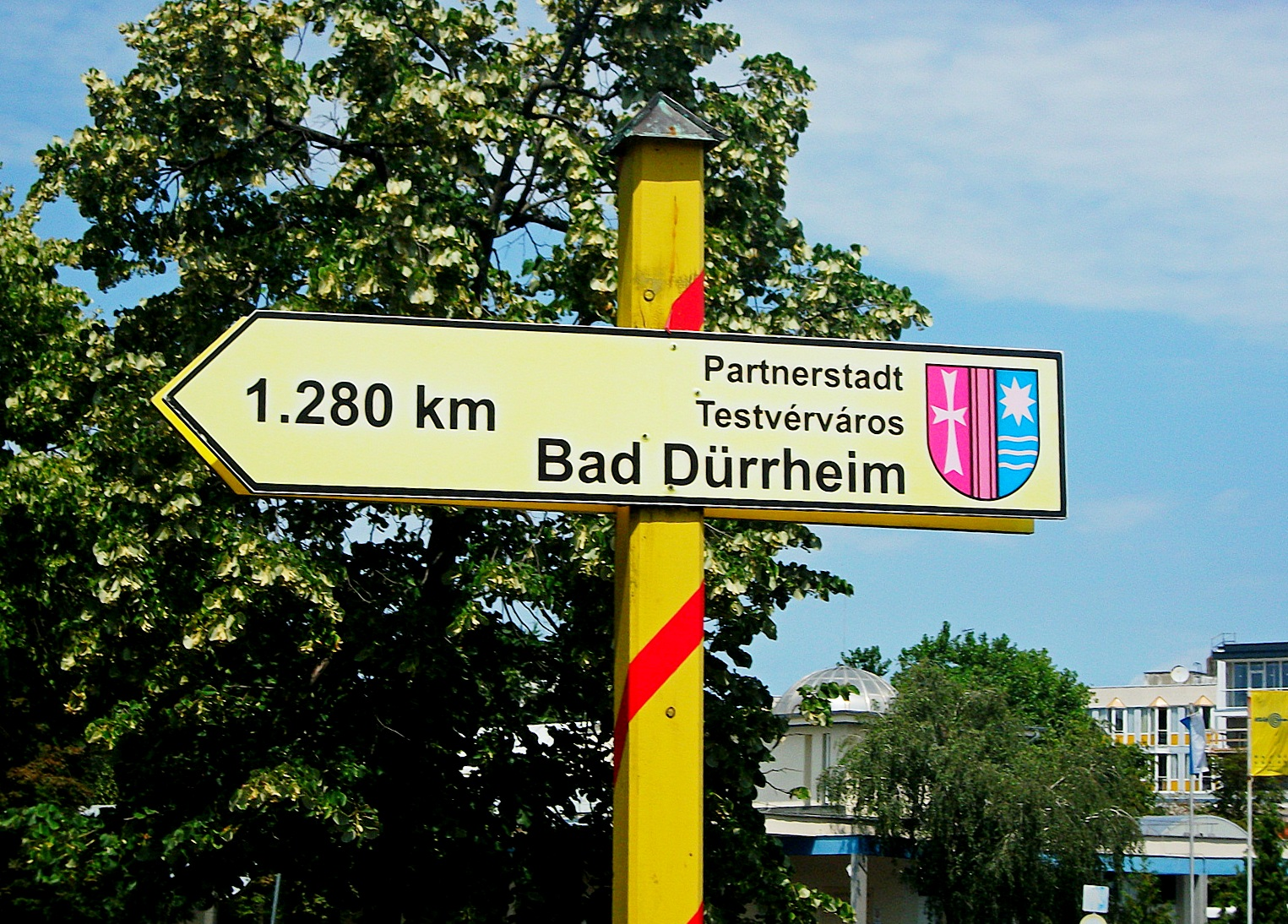
Bad Dürrheim táblája

- Bad Dürrheim, Németország[27]
- Dicsőszentmárton, Románia[27]
- Késmárk, Szlovákia[27]
- Lanškroun, Csehország[27]
- Dzierżoniów(wd), Lengyelország[27]